# Бранч
Бранч (англ. brunch, утворено поєднанням двох англійських слів breakfast і lunch) — в США і Європі прийом їжі, що об'єднує сніданок та ланч. Він подається між 11 годинами ранку і 16 годинами дня. Бранч складають гарячі, але легкі страви, часто в меню бранча входить вино. Бранч відбувається у невимушеній атмосфері, під девізом «Відпочинь, ти не на роботі».

## Історія
Поняття «бранч» зародилося в Оксфорді у 80-х роках XIX століття.
Творцем бранча можна вважати самого Чарльза Лютвіджа Доджсона, який більше відомий загалу як Льюїс Керролл. Саме він зауважив, що студентам і викладачам для більш продуктивної роботи необхідно загальноприйнятий час, щоб повністю розслабитися, поспілкуватися в неформальній атмосфері і підкріпити свої сили.
Скориставшись своїм талантом вигадувати неіснуючі слова, Чарльз Доджсон об'єднав англійські слова «сніданок» («breakfast») і «обід» («lunch») і відправив лист ректору Оксфордського університету з проханням ввести в розпорядок дня «бранч».
Пропозиція була схвалена й незабаром бранч став новою традицією Оксфорда, коли викладачі та студенти збиралися разом, щоб «заморити черв'ячка» і обговорити хвилюючі теми в невимушеній атмосфері.
Йшов час, наближалося значуща щорічна подія в житті Оксфордського університету, так звана «Човнова гонка Оксфорд-Кембридж» (The Boat Race). Саме там про бранч вперше дізналися студенти та викладачі Кембриджського університету. Незабаром ідею бранча підхопили й інші навчальні заклади Британії. І ось вже тисячі випускників стали впроваджувати бранч в так званих «клубах для джентльменів», які були популярні в той час.
Коли бранч твердо закріпився в умах англійців незмінною традицією, відбулася подія, яка перенесла бранч через океан. У 1896 році почалася «золота лихоманка» і сотні вихідців з Великої Британії поїхали шукати своє щастя в сніжних горах Аляски. Так бранч перебрався в Америку.
Це було далеко не остання подорож бранча. 1 серпня 1914 розпочалася Перша світова війна і англійські солдати, самі того не підозрюючи, поширили ідею бранча по всій Європі.